# St. Wolfgang (Sigiswang)

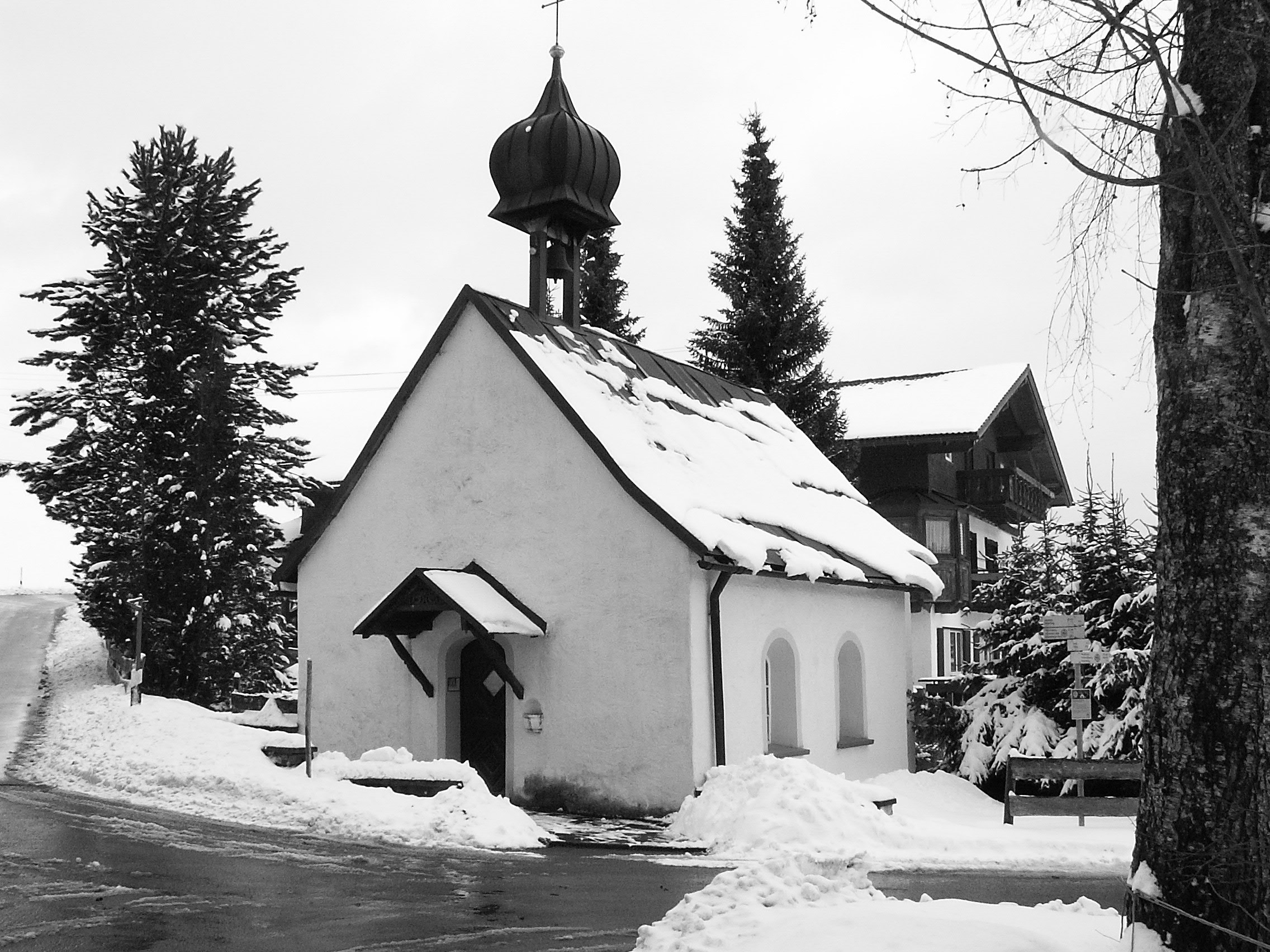
St. Wolfgang

St. Wolfgang ist eine Kapelle im Ofterschwanger Ortsteil Sigiswang.

## Geschichte und Beschreibung
Im Jahr 1529 kam Sigiswang von der Pfarrei Seifriedsberg nach Ofterschwang. 1680 wurde die Kapelle, die dem heiligen Wolfgang geweiht ist, errichtet. Sie besitzt einen eingezogenen, dreiseitig geschlossenen Chor mit Rundbogenfenstern. Auch der Chorbogen ist als Rundbogen ausgebildet. Der Westeingang besitzt einen Segmentbogen und ein Vordach aus dem späten 19. Jahrhundert.
Der Altar der Kapelle stammt aus der Entstehungszeit des Baus. Ihre Glocke trägt zwar die Inschrift „Johannes Schirrmeister zu Kempten goß mich anno 1724“, wurde aber im Jahr 1922 umgegossen.
1981 wurde eine umfangreiche Renovierung der Kapelle vorgenommen. Holzboden und Bänke mussten erneuert werden, Gang und Altarraum wurden damals mit Klinkerplatten ausgelegt. Der Außenputz wurde erneuert, neue Fenster wurden eingebaut und der Glockenturm wurde erneuert. In der mit Kupferblech überzogenen Kugel des Glockenturms wurden, luftdicht verpackt, Münzen, Dokumente und eine Tageszeitung hinterlegt.
Zu Beginn des Jahres 1983 wurden aus der Kapelle sieben Heiligenfiguren entwendet. Nur die Statue des heiligen Silvester, die am Altar befestigt war, fiel diesem Diebstahl nicht zum Opfer. Durch Spenden einiger Bürger des Ortes wurde die Neubeschaffung von vier Heiligenfiguren ermöglicht. Sie stellen Florian, Wendelin, Rochus und Sebastian dar und wurden von dem Bildhauer Johannes Leismüller geschaffen. Seit 1986 schmücken sie die Kapelle St. Wolfgang.